# St. Peter und Paul (Steinach)

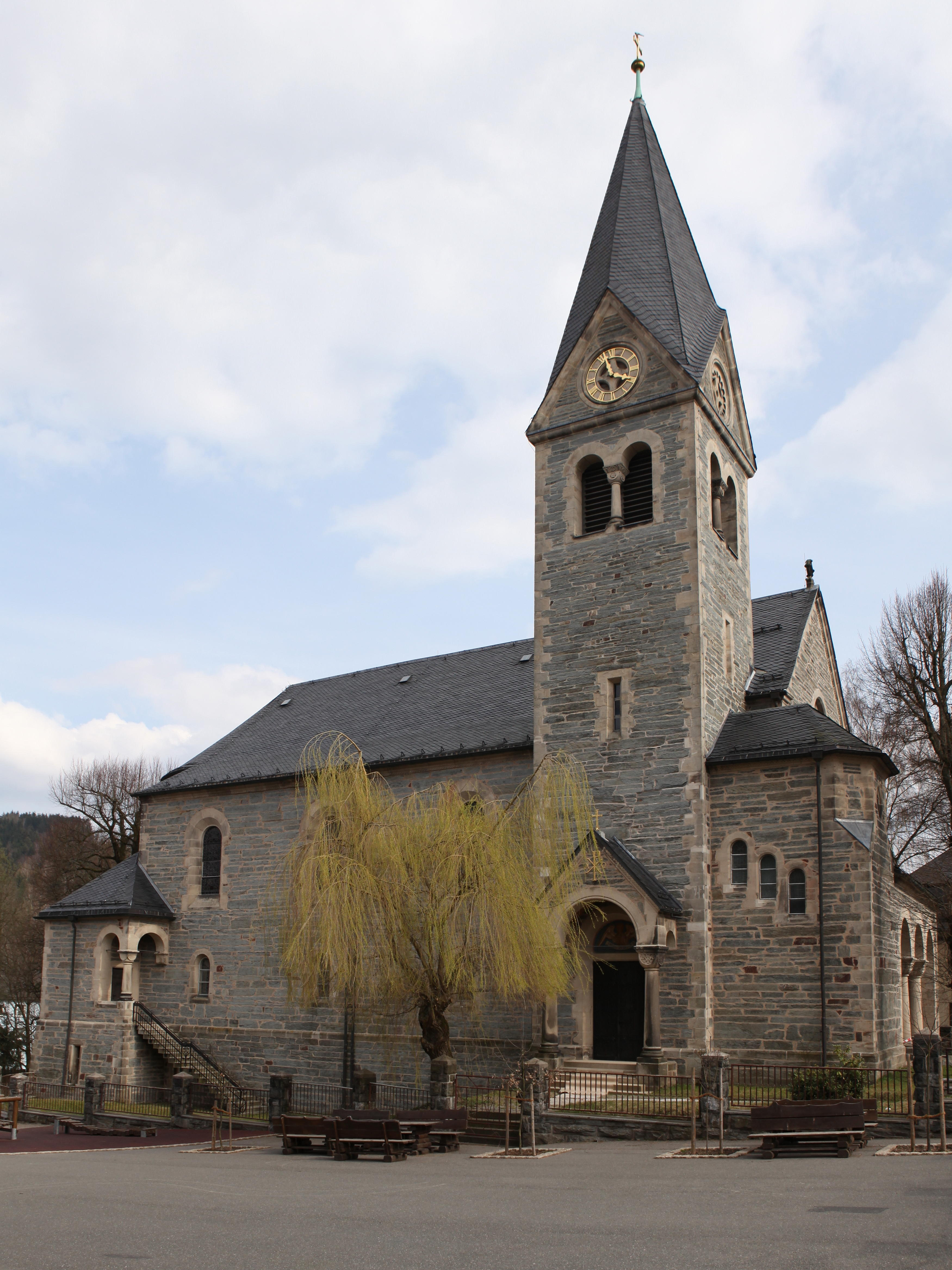
St. Peter und Paul, Steinach

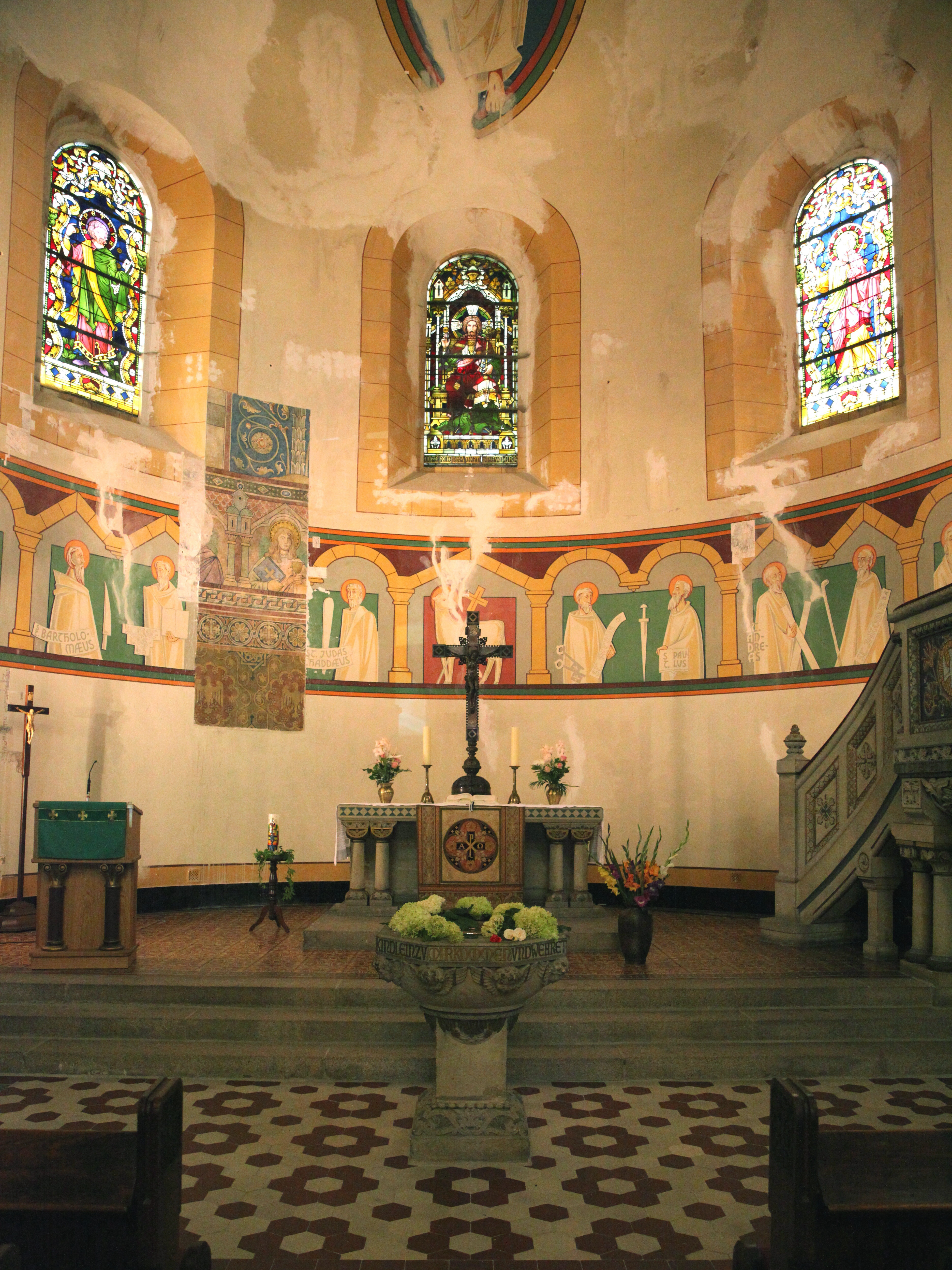
Altarraum

St. Peter und Paul ist die evangelisch-lutherische Kirche der Stadt Steinach im thüringischen Landkreis Sonneberg. Das Gotteshaus wurde am 3. Dezember 1899 geweiht.

## Geschichte
Im Jahr 1652 wurde das Schul- und Bethaus eingeweiht. 1660 erhielten Ober- und Untersteinach einen eigenen Pfarrer und der Friedhof wurde angelegt. Die erste Kirche entstand in der Mitte zwischen den beiden Orten in 21-jähriger Bauzeit. Sie wurde am 23. August 1705 eingeweiht. 1720 folgte die Anschaffung einer Orgel. 1894 wurde die erste Kirche wegen Baufälligkeit abgerissen.
Die heutige Kirche entstand 1898/1899 nach Plänen des  bekannten Berliner Architekten Franz Schwechten an neuer Stelle, an einem Hang oberhalb der Talaue der Steinach. Drei Viertel der Gesamtkosten trug Herzog Georg II., der maßgeblich den Standort und die Gestaltung beeinflusste. Am 20. August 1899 war die Einweihung. 1924 bekam die Kirche elektrisches Licht und 1970 ein elektrisches Läutewerk.
Schäden führten 1956 zu einer teilweisen Neufassung der Ausmalung durch den Kunstmaler Carl aus Poppenwind. 1986 wurde die Raumfassung durch den Geraer Restaurator Kurt Thümmler neugestaltet und die Kirche auf den Namen St. Peter und Paul geweiht. Anfang des 21. Jahrhunderts wurden umfangreiche Sanierungsmaßnahmen durchgeführt.

## Architektur
Die neuromanische Basilika hat eine in Schiefer gemauerte Außenwand, die durch Sandsteinelemente gegliedert ist. Im Nordosten steht eine halbrunde Apsis und auf der gegenüberliegenden Seite ein viergeschossiger Turm mit Spitzhelm sowie das Hauptportal mit Vorhalle und Arkaden. Neben dem Hauptschiff befinden sich im Nordwesten ein Seitenschiff im Südosten ein Seitengang. Das Hauptschiff hat eine Holzdecke mit Hängewerk, die mit bauzeitlichen Malereien von Adolf Quensen geschmückt sind. Der Altarraum war ursprünglich auch von Quensen ornamental und figürlich ausgemalt. Die Glasmalereien in den drei Apsisfenstern fertigte Alexander Linnemann. Die Orgel auf der südwestlichen Empore stammt von Wilhelm Sauer.
In Nachbarschaft zur Kirche ließ die Gemeinde zwischen 1899 und 1901 die neuromanisch gestaltete Südschule auch nach Entwurf von Schwechten bauen. Das Schulgebäude und die Kirche haben eine gemeinsame terrassenförmige Einfriedung aus Grauwacke und bilden zusammen ein Ensemble von architektonisch besonderer Qualität.